# 1900 no ciclismo
Cronologia do ciclismo
1899 no ciclismo - 1900 no ciclismo - 1901 no ciclismo
Os factos marcantes do ano 1900 no ciclismo.

## Por mês

### Abril
- 14 de abril : fundação da Union cycliste internationale em Paris pelas federações nacionais da Bélgica, dos Estados Unidos, da France, da Itália e da Suíça.
- 15 de abril : o Francês Émile Bouhours ganha o Paris-Roubaix.

### Junho
- 10 de junho : o Alemão Josef Fischer ganha Bordéus-Paris.

### Julho
- 8 de julho : o Suíço Charles Lugon torna-se Campeão da Suíça em estrada. A prova não será disputada em 1901 e retomará em 1902.[1]

### Agosto
- 12 a 18 de agosto : campeonatos mundiais de ciclismo em pista. O Francês Edmond Jacquemin é campeão do mundo de velocidade profissional. O Belga Alphonse Didier-Nauts é campeão do mundo de velocidade aficionada.

### Setembro
- 9 de setembro : o Belga Mathieu Quoidbach resulta Campeão da Bélgica em estrada.
- 11 a 15 de setembro : provas de ciclismo dos Jogos Olímpicos.

## Principais nascimentos
- 3 de janeiro : Marcel Gobillot, ciclista francês († 12 de janeiro  de  1981).
- 11 de março : Alfredo Dinale, ciclista italiano  († 2 de dezembro  de  1976).
- 17 de maio : Achille Souchard, ciclista francês († 24 de setembro  de  1976).
- 3 de agosto : Fernand Canteloube, ciclista francês († 16 de julho  de  1976).
- 27 de outubro : Ko Willems, ciclista neerlandês († 28 de setembro  de  1983).
- 25 de novembro : André Drobecq, ciclista francês († 18 de julho  de  1997).